# Tortuero
Tortuero es un municipio español, perteneciente a la provincia de Guadalajara, en la comunidad autónoma de Castilla-La Mancha. Tiene una población de 21 habitantes (INE 2024).

## Localización
La localidad se encuentra situada a una altitud de 892 m sobre el nivel del mar.
| Noroeste: Puebla de la Sierra (Comunidad de Madrid) | Norte: Campillo de Ranas    | Noreste: Valdesotos       |
| Oeste: Valdepeñas de la Sierra                      |                             | Este: Puebla de Valles    |
| Suroeste: Valdepeñas de la Sierra                   | Sur:Valdepeñas de la Sierra | Sureste: Puebla de Valles |

## Historia
Hacia mediados del siglo XIX, el lugar tenía una población de 156 habitantes y un total de 50 casas. La localidad aparece descrita en el decimoquinto volumen del Diccionario geográfico-estadístico-histórico de España y sus posesiones de Ultramar de Pascual Madoz de la siguiente manera:

TORTUERO: v. con ayunt. en la prov. de Guadalajara (6 1/2 leg.), part. jud. de Tamajon (3), aud. terr. de Madrid (14), c. g. de Castilla la Nueva, dióc. de Toledo: sit. en terreno áspero á la márg. der. del r. de Jarama; su clima es frio, y las enfermedades mas comunes fiebres intermitentes: tiene 50 casas; la consistorial, escuela de instruccion primaria; una igl. parr. servida por un cura y un sacristan: confina el térm. con los de La Puebla de Valles, Valdesotos, Alpedrete y Valdepeñas, dentro de él se encuentran varios manantiales y una ermita: el terreno quebrado en su mayor parte, es de mediana calidad; le bañan el r. Jarama, cuyo paso facilita un puente, y un arroyo que desagua en aquel: caminos: los que dirigen á los pueblos limítrofes. prod.: trigo, cebada, centeno, avena, legumbres y buenos pastos, con los que se mantiene ganado lanar y vacuno; hay caza de liebres, conejos y perdices; pesca de barbos y truchas. ind.: la agrícola y recriacion de ganados pobl.: 44 vec., 156 alm. cap. prod.: 1.236,000 rs. imp.: 61,800. contr. 2,854.
(Madoz, 1849, p. 57)

## Demografía
Tortuero cuenta con una población de 21 habitantes (INE 2024).
| Gráfica de evolución demográfica de Tortuero entre 1842 y 2021                                                      |
| |
| Población de derecho según los censos de población del INE Población de hecho según los censos de población del INE |